# Том Форсайт
Том Форсайт (англ. Tom Forsyth, 23 січня 1949, Глазго — 14 серпня 2020) — шотландський футболіст, що грав на позиції захисника.
Виступав, зокрема, за «Рейнджерс», з яким став триразовим чемпіоном Шотландії, п'ятиразовим володарем Кубка Шотландії та чотириразовим володарем Кубка шотландської ліги. Також грав за національну збірну Шотландії, у складі якої був учасником чемпіонату світу 1978 року.

## Клубна кар'єра
У дорослому футболі дебютував 1967 року виступами за команду «Мотервелл», в якій провів п'ять сезонів, взявши участь у понад матчах за клуб в усіх турнірах. Більшість часу, проведеного у складі «Мотервелла», був основним гравцем захисту команди.
У жовтні 1972 року за 40 000 фунтів стерлінгів перейшов до клубу «Рейнджерс», за який відіграв 10 сезонів. У першому ж сезоні в команді він виграв свій перший трофей у кар'єрі, забивши гол у фіналі Кубка Шотландії проти «Селтіка», який допоміг його команді принести перемогу 3:2. В подальшому Форсайт тричі вигравав чемпіонат Шотландії в 1975, 1976 і 1978 роках та чотири рази Кубок Шотландії у 1976, 1978, 1979 та 1981 роках та Кубок ліги у 1976, 1978, 1979 та 1982 роках. При цьому у сезонах 1975/76 та 1977/78 він вигравав з клубом всі ці три трофеї одночасно. Завершив професійну кар'єру футболіста виступами за команду «Рейнджерс» у 1982 році, провівши за клуб 332 матчі у всіх змаганнях.

## Виступи за збірну
9 червня 1971 року дебютував в офіційних матчах у складі національної збірної Шотландії в матчі відбору на Євро-1972 з Данією (0:1).
У складі збірної був учасником чемпіонату світу 1978 року в Аргентині, на якому зіграв у всіх трьох матчах, але команді не вдалось подолати груповий етап. При цьому гра проти Нідерландів в рамках цього «мундіалю» стала останньою для Форсайта у складі збірної. Загалом протягом кар'єри у національній команді, яка тривала 8 років, провів у її формі 22 матчі, в одному з яких (проти Швейцарії, 1:0) був капітаном команди.

## Тренерська кар'єра
По завершенні ігрової кар'єри 1982 року очолив клуб «Данфермлін Атлетік», але вже наступного року покинув посаду. 
В подальшому працював асистентом у тренерському штабі свого колишнього партнера по «Рейнджерсу» Томмі Макліна, працюючи з ним у клубах «Грінок Мортон», «Мотервелл» та «Гартс».
Помер 14 серпня 2020 року на 72-му році життя.

## Титули і досягнення
- Чемпіон Шотландії (3):

«Рейнджерс»: 1974/75, 1975/76, 1977/78
- Володар Кубка Шотландії (5):

«Рейнджерс»: 1972/73, 1975/76, 1977/78, 1978/79, 1980/81
- Володар Кубка шотландської ліги (4):

«Рейнджерс»: 1975/76, 1977/78, 1978/79, 1981/82